# Impecabilitat
La impecabilitat és l'absència de pecat. El cristianisme ensenya que això és un atribut de Déu (lògicament Déu no pot pecar: voldria dir que actuaria contra la seva pròpia voluntat i naturalesa) i, per tant, també s'atribueix a Crist. Es relaciona estretament amb l'omnibenevolència.